# Trophy (APS)

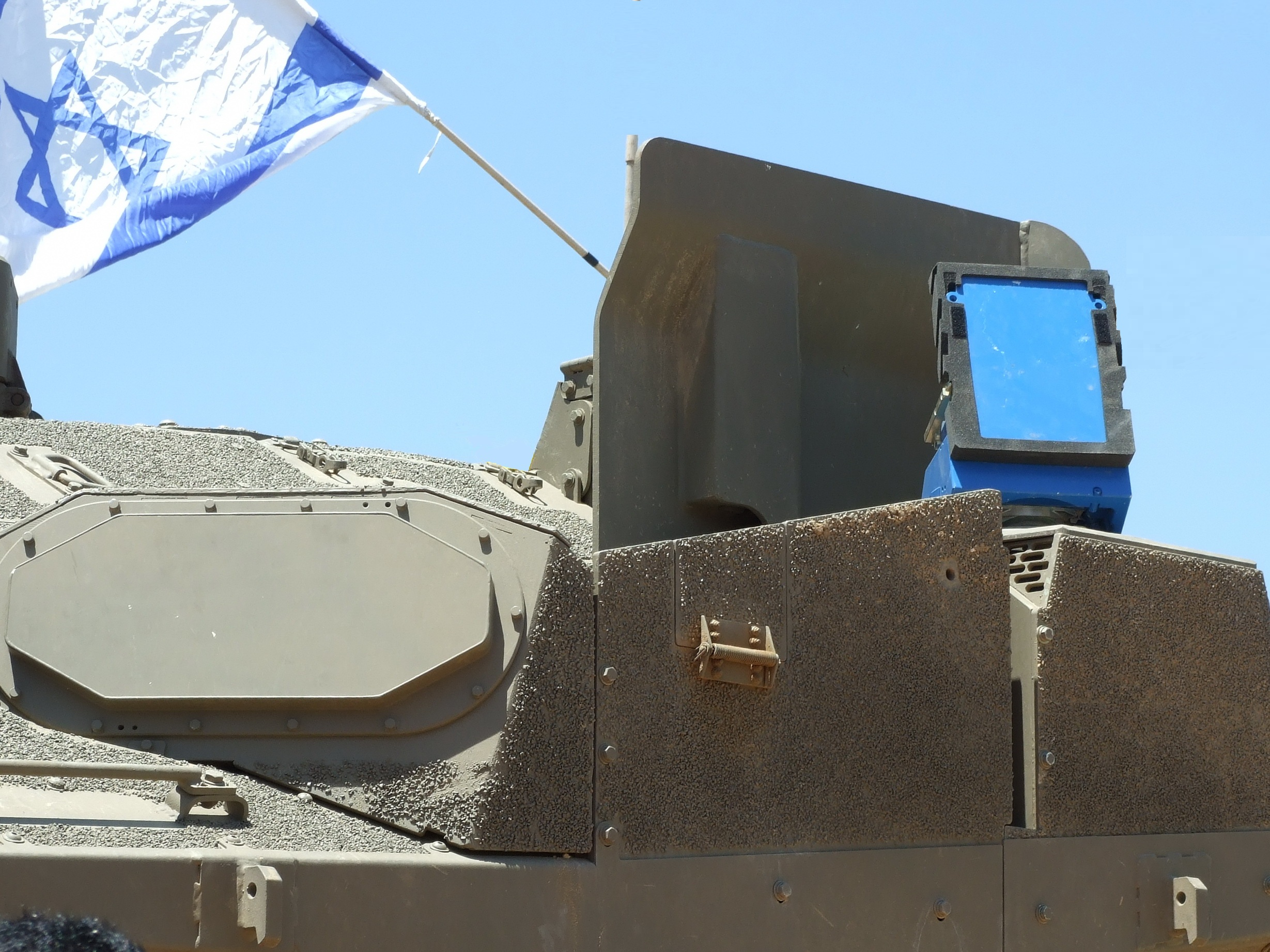
AESA-Radar und Abschusseinheit mit blauer Übungsmunition. Das Blech soll die Besatzung vor Splittern schützen.

Trophy oder ASPRO-A („WindGuard“) ist ein modernes und schnell agierendes Waffensystem für abstandsaktive Schutzmaßnahmen (englisch active protection system, APS) von Kampfpanzern gegen Panzerfäuste und Antipanzerraketen. Das angreifende Projektil explodiert vor Erreichen des Panzers.

## Entwicklung
Trophy war das Produkt einer zehnjährigen gemeinsamen Entwicklung von Rafael Advanced Defense Systems und Israel Aircraft Industries Elta Group. Das Active Protection System (APS) wurde als Zusatz für leicht- und schwergepanzerte Gefechtsfahrzeuge entwickelt. Es erkennt ankommende Geschosse und Raketen und zerstört sie.
Das System wurde konstruiert, um Schutz gegen alle Arten von Panzerabwehrlenkwaffen und reaktiven Panzerbüchsen zu bieten. Das System kann sowohl auf sich bewegenden Plattformen als auch auf stationären eingesetzt werden.
Trophy wird in drei Größen angeboten: Trophy-HV mit 800 kg, Trophy-MV mit 450 kg und das noch leichtere Trophy-LV.
2009 berichtete ein russischer Militär, dass die Panzerabwehrwaffe RPG-30 das System überwinden kann. Daraufhin hat Rafael ein weiteres System namens Trench Coat entwickelt, das auch RPG-30-Geschosse abwehren kann, indem es 17 Projektile gleichzeitig abfeuert.

## Funktion

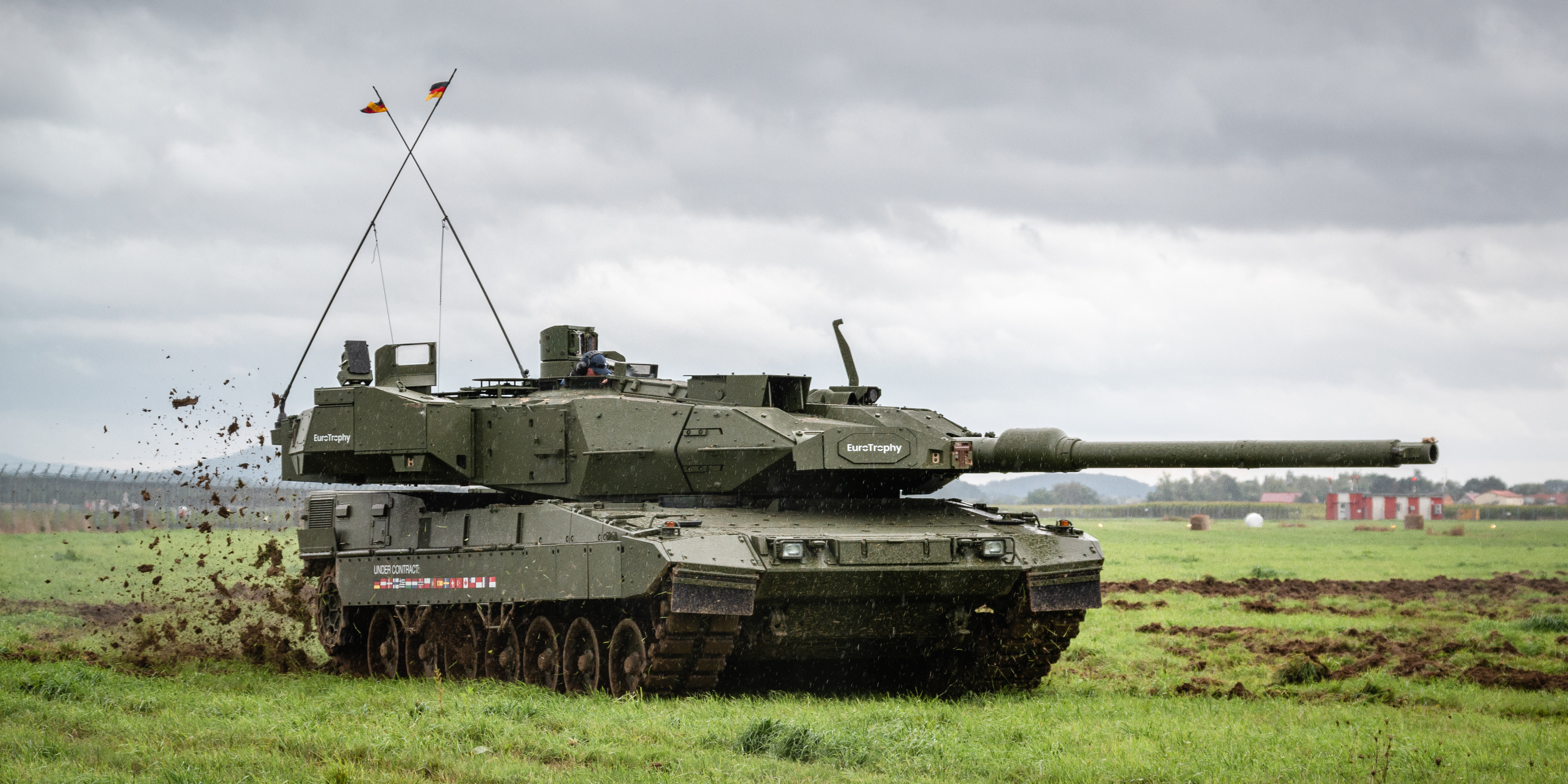
Mit Trophy ausgerüsteter Leopard 2 auf den NATO Days 2022 in Ostrava, Tschechien

Das System wird im Kampfpanzer Merkava (ab Version IV) der israelischen Armee eingebaut. Es besteht aus einer splittergeschützten Radaranlage vom Typ Elta ELM-2133 mit vier Flachantennen am Fahrzeug, die einen 360-Grad-Rundumblick für das System gewährleisten. Wenn die Active Electronically Scanned Arrays ein Ziel geortet haben, werden der Azimut- und Elevationswinkel, die Geschwindigkeit und Entfernung des Ziels, der wahrscheinliche Einschlagpunkt, die Zeit bis zum Einschlag und der Startpunkt des Ziels berechnet. Dadurch kann der Schütze den Gegner unverzüglich bekämpfen. Befindet sich ein Projektil auf Kollisionskurs zum eigenen Fahrzeug, wird diese Information an die abstandsaktiven Schutzsysteme weitergegeben.
Trophy-HV richtet dann im Azimut eine projektilbildende Ladung auf die Bedrohung aus. Die Ladung wird gezündet, wenn sich das angreifende Projektil wenige Meter vor dem Panzer befindet. Die Explosion der Ladung erzeugt einen Splitterkegel, der die angreifende Waffe zerstört. Es befindet sich jeweils eine Abschusseinheit auf jeder Turmseite. Nach dem Schuss wird die Einheit durch einen Autolader neu bestückt.
Das Trophy-System stellt damit eine Hardkill-Variante aus der Waffen-Familie der sog. abstandsaktiven Schutzmaßnahmen dar. Solche Systeme agieren im Zeitraum von Millisekunden und liegen damit weit unterhalb jeglicher menschlicher Reaktionsschwelle.

## Einsatz
Am 1. März 2011 wurde an der Grenze zum Gazastreifen erstmals eine Panzerabwehrwaffe mit dem Hardkill-System abgeschossen. Wenig später, am 20. März, flog eine Panzerabwehrwaffe an einem anderen Merkava IV vorbei. Das System berechnete wie vorgesehen den Startpunkt, sodass die Besatzung das Feuer unverzüglich gegen den Angreifer richten konnte.
Am 2. Oktober 2017 genehmigte die United States Army die Installation des Panzerschutz-Systems. Sie ist damit die erste ausländische Armee, die das System übernehmen will. Seit Oktober 2019 wird das System ausgeliefert.
2019 kündigte auch die Bundeswehr an, bis 2023 17 Systeme in die deutschen Leopard-2-Kampfpanzer des schnell verlegbaren Eingreifverbands VJTF zu integrieren.